# Châtelperron
Châtelperron – miejscowość i gmina we Francji, w regionie Owernia-Rodan-Alpy, w departamencie Allier.

## Demografia
Według danych na rok 1990 gminę zamieszkiwało 189 osób, a gęstość zaludnienia wynosiła 9 osób/km². W styczniu 2015 r. Châtelperron zamieszkiwało 159 osób, przy gęstości zaludnienia wynoszącej 7,6 osób/km².